# Lange-Müllers Gade
Lange-Müllers Gade er en gade beliggende på Østerbro i København. Gaden strækker sig mellem Nygårdsvej og Landskronagade.

## Baggrund og navngivning
Gaden er opkaldt efter den danske komponist Peter Erasmus Lange-Müller (1850–1926), der er kendt for sine sange, korværker og operaer. Navngivningen af gaden er en del af et tema på Østerbro, hvor flere gader er opkaldt efter danske komponister.